# 奧卡特 (新墨西哥州)
奧卡特（英語：Ocate）是位於美國新墨西哥州莫拉縣的非建制地區。

## 歷史
奧卡特的郵局自1866年營運至今。

## 地理
奧卡特所處的海拔為高於海平面2197米（即7208英呎），而該地所採用的時區為UTC-7，即北美山地时区（MST）。同時該地設有夏令時間，為UTC-7調快一小時，即UTC-6（MDT）。